# Callipallene spectrum
Callipallene spectrum is een zeespin uit de familie Callipallenidae. De soort behoort tot het geslacht Callipallene. Callipallene spectrum werd in 1881 voor het eerst wetenschappelijk beschreven door Dohrn. 